# Łukasz Szymanek
Łukasz Szymanek (pseud. Szampanek; ur. 1 listopada 1981 w Lublinie) – polski artysta kabaretowy, aktor.

## Kariera artystyczna
W 2006 roku ukończył Policealne Studio Aktorskie „Lart Studio” w Krakowie. Zadebiutował jako aktor teatralny 28 kwietnia 2006 roku w spektaklu Kordian w Teatrze im. J. Słowackiego w Krakowie. Od lipca 2006 do stycznia 2009 był członkiem Kabaretu Czesuaf.
Wraz z Przemysławem Gąsiorowiczem zainicjował cykl wieczorków kabaretowych Przygotowanie do druku, czyli Kabaret na luzie. Od 2008 roku współpracuje z Teatrem Kameralnym w Lublinie, Kabaretem Świerszczychrząszcz, z którym stworzył m.in. spektakl kabaretowy Czarna Żmija, a także występuje solo.
Współpracuje z grupą improwizacji teatralnej „No Potatoes”, a od marca 2014 roku prowadzi autorską audycję „Rozrywka po lubelsku” w Radiu Freee.
Działacz Automobilklubu Lubelskiego od 1997 r. (licencja kierowcy rajdowego R1, pilot rajdowy, sędzia, ratownik drogowy, członek zarządu), uhonorowany Złotą Odznaką Honorową PZM (2011).

## Programy kabaretowe
- Zawodowo (2012)
- Spotkanie z aktorem (2010)

## Filmografia
Filmy
- 2014: Okazja (Kelner)
- 2009: Generał – zamach na Gibraltarze (Mechanik, niewymieniony w czołówce)
- 2009: Wyłączność (Policjant)
- 2008: Dżungla (Policjant)
- 2005: Królewna Śnieżka – niezamknięty rozdział (Krasnoludek Nieśmiałek)

Seriale
- 2011: Uniejów Europejski (Syn, Sąsiad i Proboszcz)
- 2009: Generał, odc. 3. Pilot Prchal (Mechanik na lotnisku, niewymieniony w czołówce)

## Role teatralne
- 2014: Skarpety i papiloty (Bobolis)
- 2014: Misterium Męki Pańskiej (Kapłan)

Teatr Ziemi Chełmskiej
- 2013: Mayday (John Smith)
- 2013: Polowanie na łosia (Jarosław Past)

Scena Prapremier InVitro
- 2013: Liza (Zjawa)

Teatr Kameralny w Lublinie
- 2010: Ten Obcy (Zenek)
- 2009: Ania z Zielonego Wzgórza (Gilbert)
- 2009 Zapiski więzienne (Oficer UB)
- 2008: Szatan z siódmej klasy (Adaś Cisowski)

Teatr Enigmatic w Lublinie
- 2009: Pasja (Kapłan 1)

Teatr im. J. Słowackiego w Krakowie
- 2006: Kordian (Kadet)

Lart*StudiO'
- 2006: W Dżungli miast – sceny wybrane (Skinny)
- 2005: Martwa Królewna (Witalij)
- 2005: Ławeczka (On)

## Nagrody
2010
- Nagroda za formę teatralną na VI Ogólnopolskim Festiwalu Skeczu i Małych Form Teatralnych KADR 2010, Warszawa

2011
- I Nagroda Studenckiego Przeglądu Kabaretowego SPOKO, Lublin
- III Nagroda na IX Ogólnopolskim Przeglądzie Satyryków i Łgarzy, Międzyrzec Podlaski
- Nagroda za Najlepszy Scenariusz za skecz Ksiądz (wspólnie z Marcinem Wąsowskim) na VII Ogólnopolskim Festiwalu Skeczu i Małych Form Teatralnych KADR 2011, Warszawa